# Tripurasundari du Népal
Tripurasundari (népalais : रानी ललित त्रिपुरासुन्दरी), née en 1794 et morte le 6 avril 1832, également connue sous le nom de Lalit Tripura Sundari Devi, est une reine consort du Népal par son mariage avec le roi Rana Bahadur Shah du Népal. Veuve très jeune et sans enfant, elle est longtemps régente du royaume d'abord pour son beau-fils Girvan Yuddha Bikram Shah en 1806-1819 puis pour son beau-petit-fils Rajendra en 1819-1832. Elle est la première femme à publier de la littérature au Népal.

## Biographie
Lalit Tripurasundari est née dans une famille népalaise influente appartenant à l'élite militaire féodale du royaume. On croit généralement que Tripurasundari est issu d'une famille Thapa, et Baburam Acharya (en) suppose que Tripurasundari est peut-être la fille du frère de Bhimsen Thapa, Nain Singh Thapa (en),. Ses frères et sœurs comprennent Mathabarsingh Thapa (en) (parfois Premier ministre du Népal) et Ganesh Kumari Devi, la mère de Jung Bahadur Rana qui fonde l'hégémonie Rana sur le Népal, hégémonie qui durera plus de 100 ans (1846-1950).
En 1805 ou 1806, Tripurasundari épouse le roi du Népal, Rana Bahadur Shah. Il s'agit d'un mariage inter caste, rendu possible grâce à l'influence et au pouvoir croissants de Bhimsen Thapa. Elle est la plus jeune épouse du roi. À l'époque, Bahadur Shah est le mukhtiyar (en) (exécutif) pour son fils et successeur, Girvan Yuddha Bikram Shah. Un an plus tard, Rana Bahadur Shah est assassiné par son demi-frère. Tripurasundari et Rana Bahadur Shah n'ont pas d'enfants.

### Régence
Après l'assassinat de Rana Bahadur en 1806, la reine Raj Rajeshwari Devi, qui agit en tant que régente de son beau-fils Girvan Yuddha Bikram Shah, est forcée de commettre sati. En tant que tel, Tripurasundari devient la régente de son beau-fils. Girvan Yuddha meurt en 1816, avant de pouvoir prendre le pouvoir, et son fils Rajendra devient roi. Tripurasundari sert également comme régente pendant la minorité de Rajendra.
Elle est une fervente partisane de Bhimsen Thapa, qui est peut-être son parent. En tant que régente par intérim, elle influence la position de Bhimsen en tant que Premier ministre du Népal pendant plus de 31 ans, de 1806 à 1832. Au cours de sa régence pour Girvan Yuddha, Tripurasundari émet un mandat selon lequel tous les membres de la cour doivent obéir à Bhimsen.
Elle meurt du choléra le 6 avril 1832, lors d'une épidémie généralisée de choléra à Katmandou. Elle décède la même année où Rajendra arrive au pouvoir, et sa mort diminue le contrôle politique de Bhimsen.

## Travaux littéraires
Tripurasundari est la première femme à publier de la littérature au Népal. Elle traduit certaines parties du Shanti Parva (en) du sanskrit Mahabharata en népalais et le publie sous le titre de Rajadharma (en), un traité sur les devoirs et responsabilités d'un roi, en 1824. Rajdharma est salué par les historiens comme « un honneur à la langue et à la littérature népalaises ».

## Monuments
La construction de la Tour Bhimsen est commandée soit par Tripurasundari, soit par Bhimsen Thapa en son nom. La tour s'effrondre lors du tremblement de terre au Népal en 2015 et est maintenant reconstruite. Elle commande également le temple Tripureshwor Mahadev à Tripureshwor et le pont entre Katmandou et Lalitpur à Thapathali.

### Citations
1. ↑  Karmacharya 2005, p. 86.
2. ↑  Acharya 2012, p. 3.
3. ↑  Acharya 2012, p. 62.
4. 1 2 3  (ne) Bāburāma Ācārya, Janarala Bhīmasena Thāpā : yinako utthāna tathā patana 2069, Kāṭhamāḍaum̐, Saṃskaraṇa 1, 2012 (ISBN 978-9937-2-4174-8, OCLC 837563659, lire en ligne)
5. 1 2 3 4  (en) Michael Hutt, « Revealing What Is Dear: The Post-Earthquake Iconization of the Dharahara, Kathmandu », The Journal of Asian Studies, vol. 78, no 3,‎ 24 juin 2019, p. 549–576 (ISSN 0021-9118, DOI 10.1017/S0021911819000172, S2CID 165687047, lire en ligne)
6. 1 2  (en) John Whelpton, « Nepali politics and the rise of Jang Bahadur Rana, 1830-1857. », SOAS University of London,‎ 1987 (DOI 10.25501/SOAS.00028837, lire en ligne, consulté le 25 novembre 2023)
7. ↑  (en) Raj, Prakash A., Queens of the Shah Dynasty in Nepal, Nabeen Publications, 1997 (OCLC 607611005, lire en ligne)
8. 1 2 3 4  (en) John Whelpton, A history of Nepal, Cambridge, Cambridge University Press, 2005 (ISBN 0-521-80026-9, OCLC 55502658, lire en ligne)
9. ↑  (ne) Chitranjan Nepali, General Bhimsen Thapa ra Tatkalin Nepal, Kathmandu, Ratna Pustak Bhandar, 1965, 38–39 p.
10. ↑  (en) Leo E. Rose, Nepal: Strategy for Survival, Univ of California Press, 8 janvier 2021 (ISBN 978-0-520-33868-5, lire en ligne)
11. ↑  (en) Shanta Pokhrel, Nepalese Women, Ridhi Charan Pokhrel, 1982 (lire en ligne)
12. ↑  (en) « Video: 19th century tower collapses from earthquake in Nepal – Telegraph » [archive du 25 avril 2015], 25 avril 2015 (consulté le 20 juillet 2021)
13. ↑  (en) Nikki Hamai, « KU rebuilding quake-damaged Tripureshwor Mahadev temple », The Himalayan Times, 15 janvier 2018 (consulté le 20 juillet 2021)